# Melapera roastis
Melapera roastis är en fjärilsart som beskrevs av George Francis Hampson 1908. Melapera roastis ingår i släktet Melapera och familjen nattflyn. Inga underarter finns listade i Catalogue of Life.